# Loganair
Loganair Ltd. è una compagnia aerea regionale scozzese fondata nel 1961, con sede legale a Paisley, contea Renfrewshire, presso l'Aeroporto Internazionale di Glasgow, Scozia.
Loganair effettua voli di linea tra la Scozia e numerose destinazioni in Gran Bretagna, comprese le Isole Orcadi, le Isole Shetland e le Isole Ebridi. La compagnia è incaricata anche dei voli per conto del "Servizio di Aeroambulanza Scozzese", nonché servizio postale notturno per conto della Royal Mail. Oltre alla base principale di Glasgow, la società utilizza come nodo operativo anche l'Aeroporto di Edimburgo, l'Aeroporto di Inverness, l'Aeroporto di Dundee e l'Aeroporto di Aberdeen-Dyce.
Loganair è titolare della Licenza di Operatore Aereo di tipo A rilasciata dall'Autorità per l'aviazione Civile del Regno Unito (CAA) che permette di trasportare passeggeri, cargo e posta con aerei con capienza superiore ai 20 posti.

## Storia

### Origini e sviluppo
La società fu fondata nel 1961 con la denominazione Capital Services (Aero) Ltd. Il 1º febbraio 1962 diventò la divisione aviazione dalla società Logan Construction Company Ltd. cambiando la ragione sociale a quella attuale. I primi impegni furono soltanto voli su base irregolare con un Piper PA-23 Aztec di base ad Edimburgo. Il 7 luglio 1966 veniva inaugurato il primo volo di linea con frquenza regolare, effettuato con il piccolo ma versatile Britten Norman BN 2 "Islander", da Kirkwall a Stronsay, nelle Isole Orcadi. In questo anno, a seguito della chiusura dell'Aeroporto di Renfrew, la base operativa fu trasferita a Glasgow. 
Altri voli da e per l'arcipelago furono aggiunti e, nel 1970, anche verso le Isole Shetland. Tra il 1968 e il 1983 la società fu di proprietà della Royal Bank of Scotland. Verso la fine di questo periodo, Loganair acquistava alcuni Short 360 e poi i più capienti Fokker F27. Successivamente furono aggiunti alla flotta i primi jetliner, nella misura di due British Aerospace BAe 146. Alla fine del 1980 l'azienda era l'operatore regolare in più rapida crescita nell'Aeroporto di Manchester, divenendo all'epoca la seconda aerolinea, relativamente al numero di voli, presente nell'aeroporto mancesterese.
Nel dicembre 1983 la società fu acquistata dal Gruppo capitanato da British Midland Airways, fortemente intenzionato a creare una "seconda forza" nel panorama aeronautico del regno. In ossequio alla nuova proprietà furono aggiunti alla flotta altri tipi di aeromobili: BAe Jetstream 31, BAe Jetstream 41 e BAe ATP. Dopo la ristrutturazione del British Midland Group nel 1994, le rotte esterne alla Scozia e i relativi aerei, furono integrate in quelle di Manx Airlines. Per contro, dall'estate 1994 all'autunno 2008, Loganair si aggregò al marchio "British Airways Express", che godeva di tutto il supporto della grande società. Questa prima aggregazione portò alla formazione di una nuova compagnia aerea - British Regional Airline (BRAL Ltd.) - ma Loganair vi aderì solo per alcuni mesi a cavallo tra il 1996 e il 1997. Quindi, nel 1998, si scrollava di dosso la tutela del Gruppo B.M.A., divenuta pesante e piena di pastoie.
Nel marzo del 2004 Loganair acquistò una parte delle rotte di British Airways Citiexpress, impiegandoci BAe ATP, sostituiti nel maggio del 2005 da Saab 340. Nel giugno 2005, la società si aggiudicò un contratto da parte del governo irlandese, per l'effettuazione di un servizio giornaliero da Knock a Dublino. Questo servizio fu effettuato per tre anni con il logo della British Airways, dal 22 luglio 2005 al luglio 2008, quando il nuovo appalto se lo aggiudicò la compagnia aerea irlandese Aer Arann.
L'8 luglio 2011, Loganair annunciò l'acquisto di ScotAirways, aerolinea regionale con sede a Cambridge. ScotAirways continuò tuttavia ad operare con il nome originale Suckling Airways, mantenendo anche le proprie licenze e autorizzazioni fino all'aprile 2013, quando fu completamente integrata.
Nel gennaio 2014, a seguito dell'interruzione dei voli operati da CityJet tra Dundee e London City Airport, Loganair iniziò ad operare, grazie anche ad un accordo di "continuità territoriale", sulla tratta da Dundee verso l'Aeroporto di Londra Stansted. Nell'agosto 2015 la società entrò a far parte di un nuovo gruppo di entità regionali Airline Investments Ltd.

### Operazioni di franchising

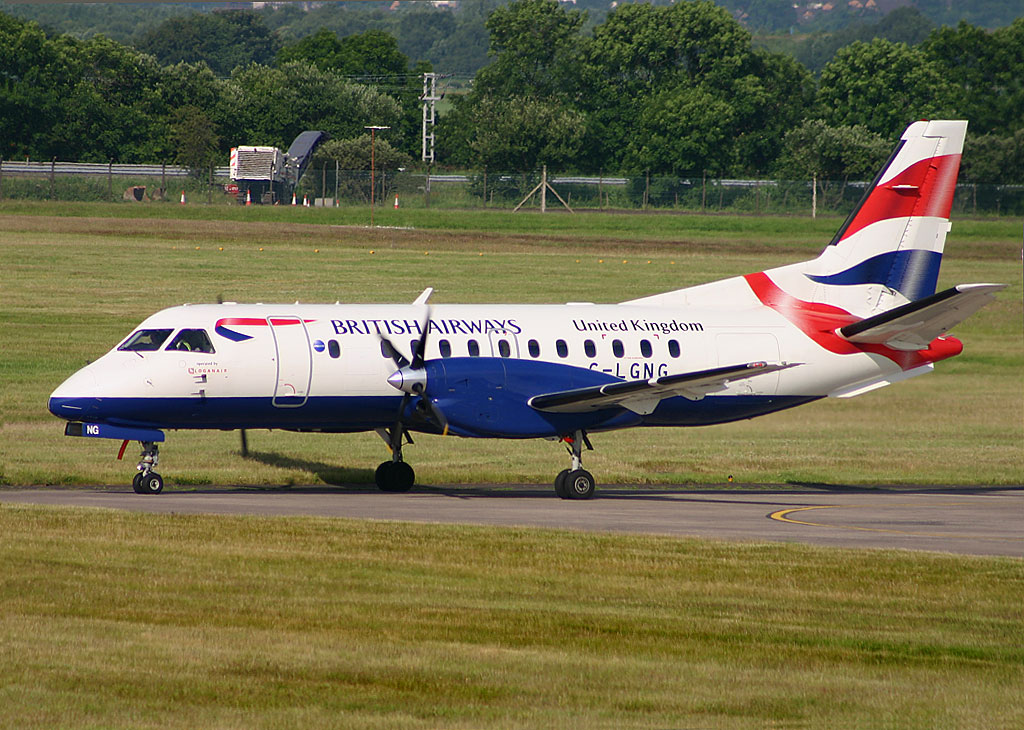
Saab 340 con la livrea di British Airways

Fino a metà del 2008 Loganair è stata una franchising di British Airways, operando voli per conto di quest'ultima con i relativi codici operativi. Nel 2004, tuttavia, Loganair aveva iniziato ad effettuare i voli tra le Isole Orcadi e tra le Isole Shetland, utilizzando Britten-Norman BN-2 Islander, con il proprio nominativo e con i propri codici, di fatto sottraendoli all'accordo con British Airways.

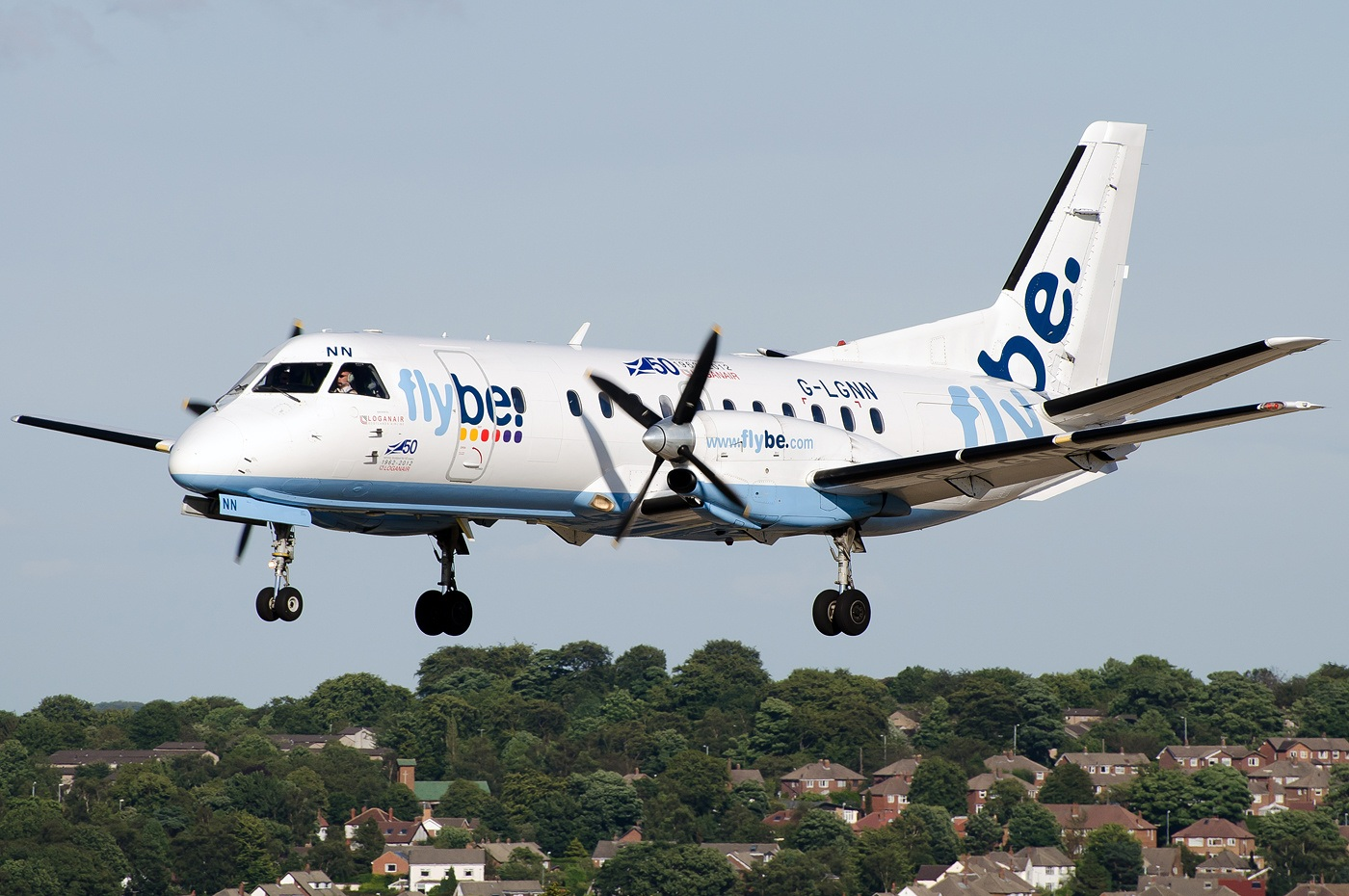
Saab 340 con la livrea di Flybe

Successivamente Loganair stipulava un accordo similare con Flybe, indossando anche la sua livrea. Alcuni voli di collegamento tra la Scozia e Londra sono anche stati gestiti in base ad un accordo di codeshare con British Airways. Questo accordo è stato criticato dai residenti nelle isole scozzesi a causa delle tariffe eccessivamente elevate.

### Rilancio e piena indipendenza

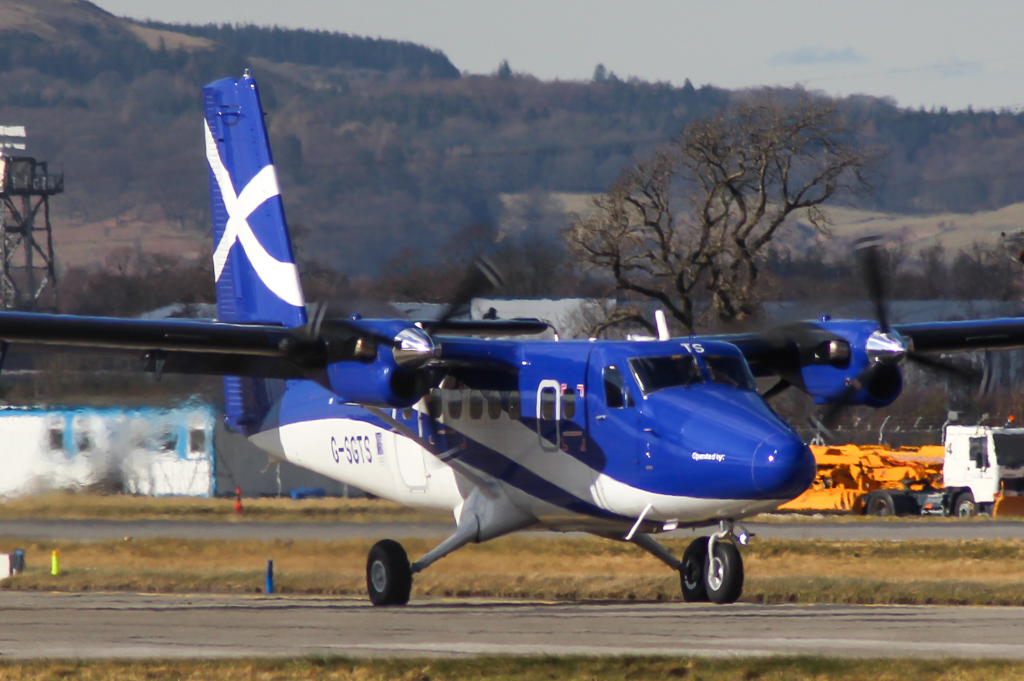
Viking Air DHC-6 Twin Otter nei colori della bandiera scozzese

A seguito del fallimento di Flybe nel 2019, Loganair ha deciso di subentrare a quest'ultima in numerose rotte regionali, sia locali che internazionali. In questo modo, a partire dal 2021 è diventata la maggiore compagnia regionale del Regno Unito. Tuttavia, nel 2024, ha deciso di rallentare il ritmo di crescita rinunciando a ulteriori espansioni, per affrontare prima un processo di rinnovamento della flotta e di aumento della puntualità dei voli. Le redini di questo cambiamento sono state affidate a Luke Farajallah, il nuovo amministratore delegato, figura con una pluriennale esperienza nel settore del trasporto aereo.
Tra le prime decisioni quelle di abolire i collegamenti da Glasgow e Southampton, e da Aberdeen verso Teesside e Newcastle. Quindi riduzione dele frequenze su altre sette relazioni. Poi la razionalizzazione della flotta con la radiazione di tutti i Saab 340. Le intenzioni future sono quelle di acquisire altri ATR e ERJ.

## Destinazioni
Ad agosto 2024, Loganair volava verso 41 destinazioni in Danimarca, Galles, Inghilterra, Irlanda, Isola di Man, Norvegia e Scozia.

### Accordi commerciali
Loganair ha accordi di codeshare con le seguenti compagnie aeree:
- Aurigny Air Services;
- Blue Islands;
- British Airways;
- KLM.

## Flotta

### Flotta attuale

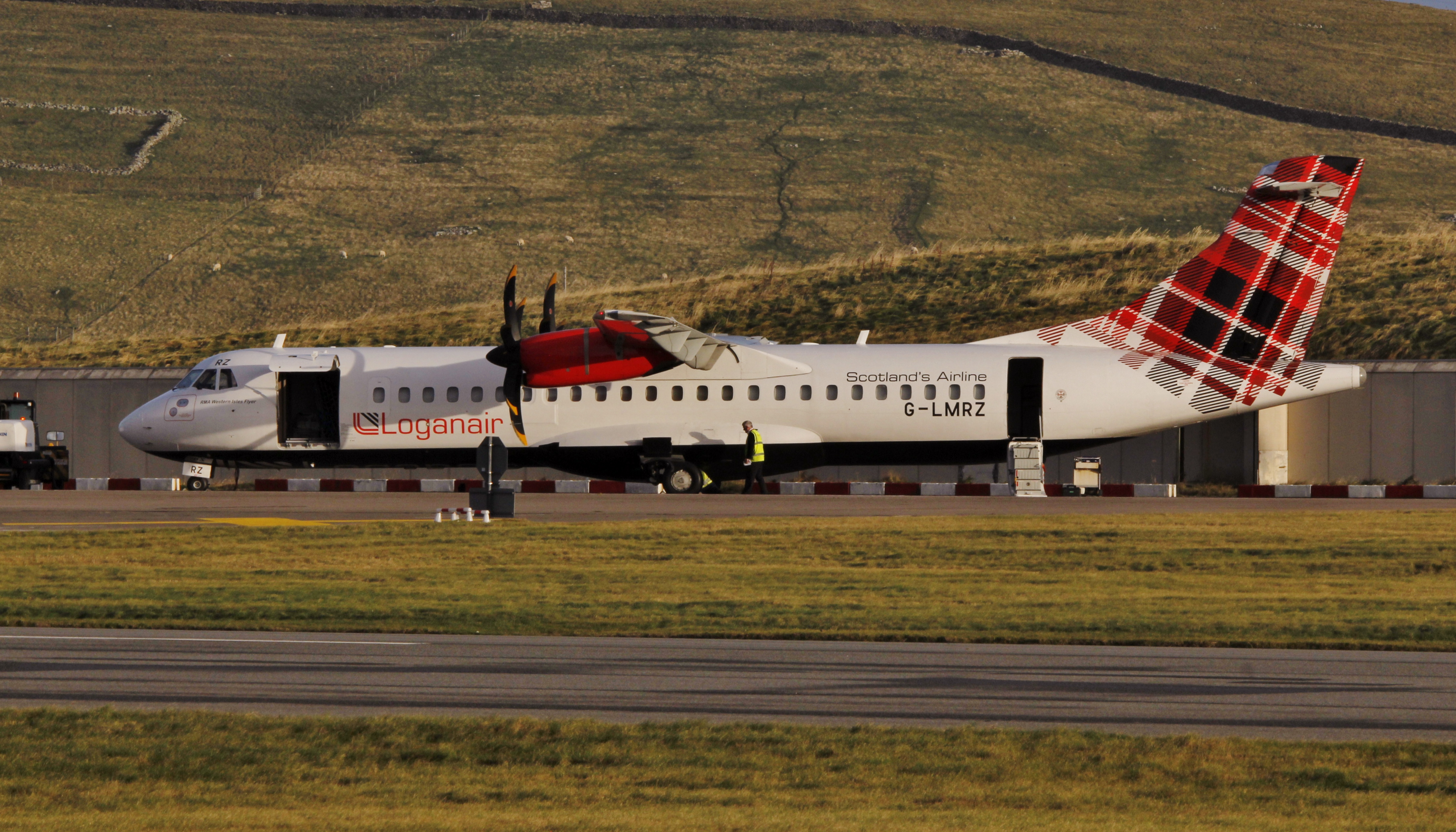
Un ATR 72-500.

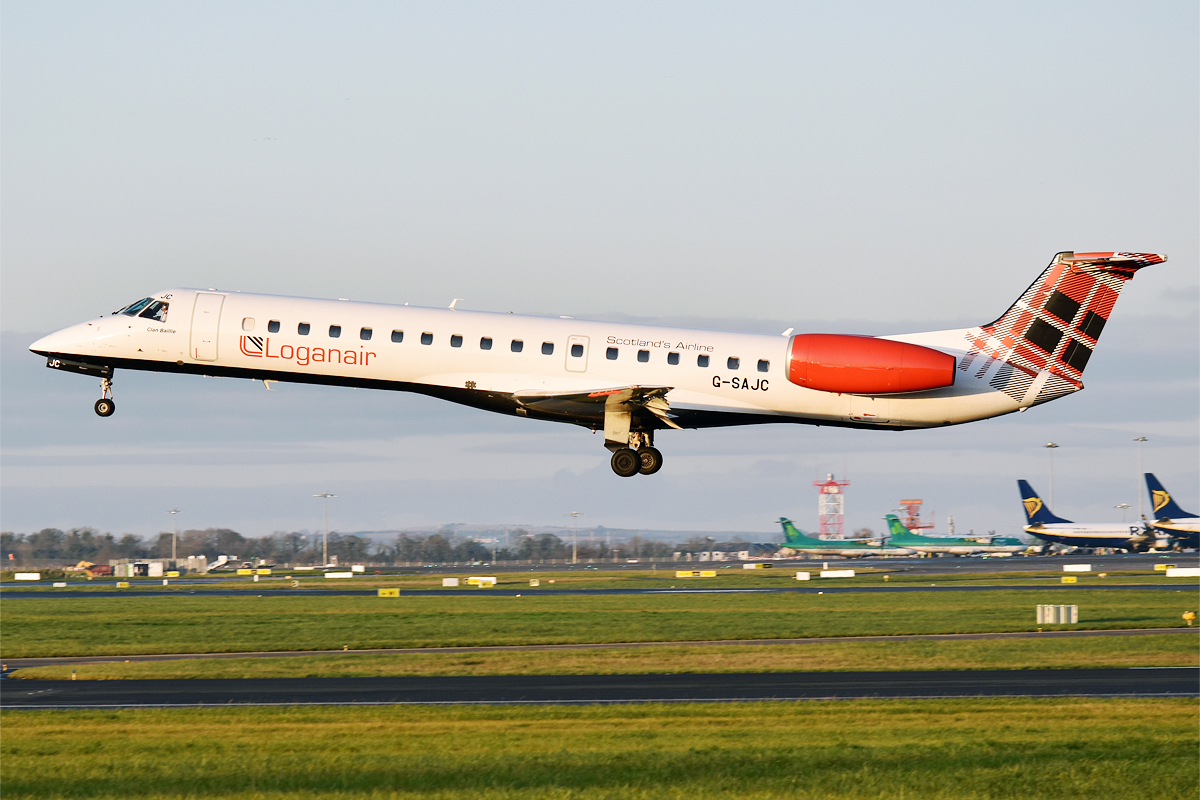
Un Embraer ERJ 145.

Ad agosto 2024, la flotta di Loganair era composta dai seguenti tipi di aerei:

### Flotta storica

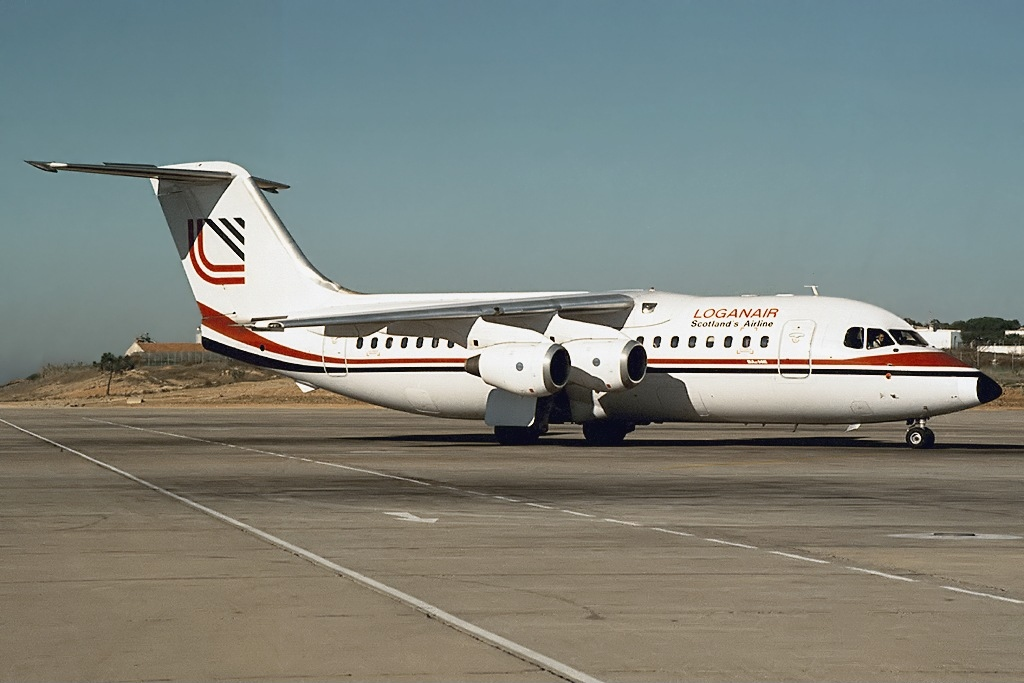
Un British Aerospace BAe 146-200.

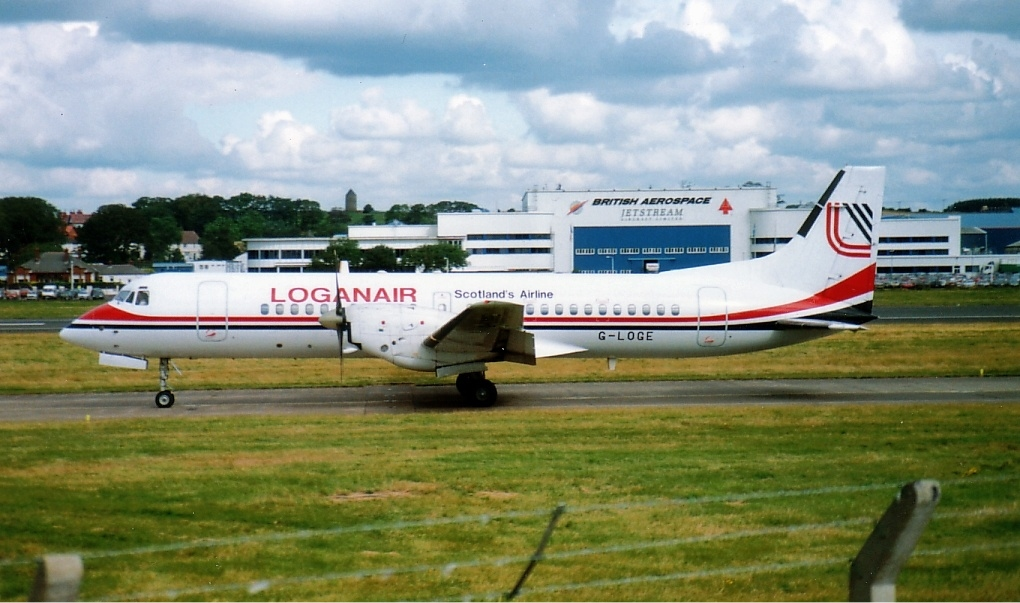
Un British Aerospace BAe ATP.

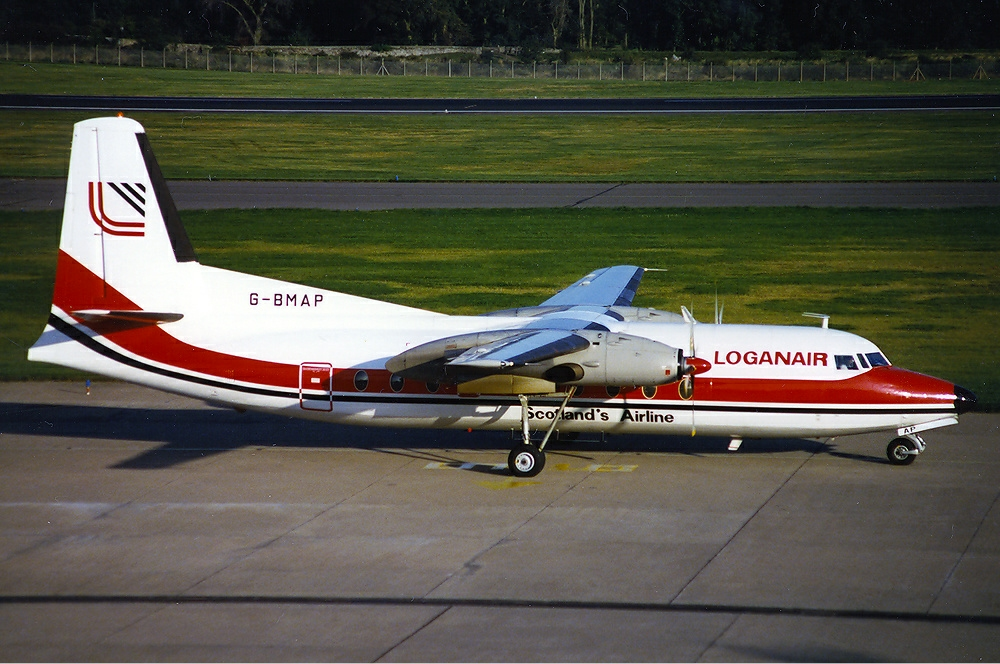
Un Fokker F27.

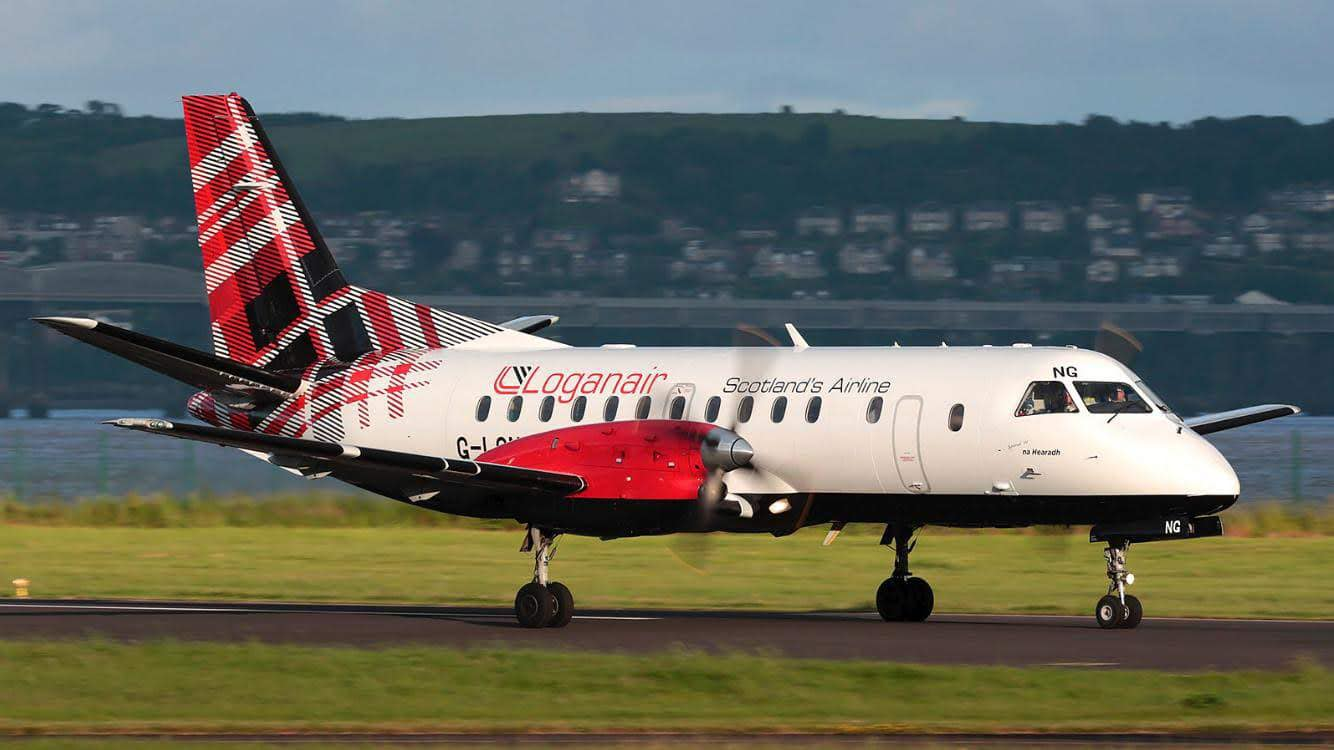
Un Saab 340.

Nel corso degli anni, Loganair ha operato con i seguenti aeromobili:

## Curiosità
Loganair detiene il record della rotta più breve del mondo cioè la Westray-Papa Westray: solo 2 minuti di volo per percorrera una distanza di circa 1,7 miglia marine (circa 3 chilometri). È anche l'unica aerolinea a servire stabilmente l'aeroporto di Barra, l'unico scalo al mondo ad avere esclusivamente pista di atterraggio di sabbia spesso ricoperta dall'alta marea.

## Incidenti

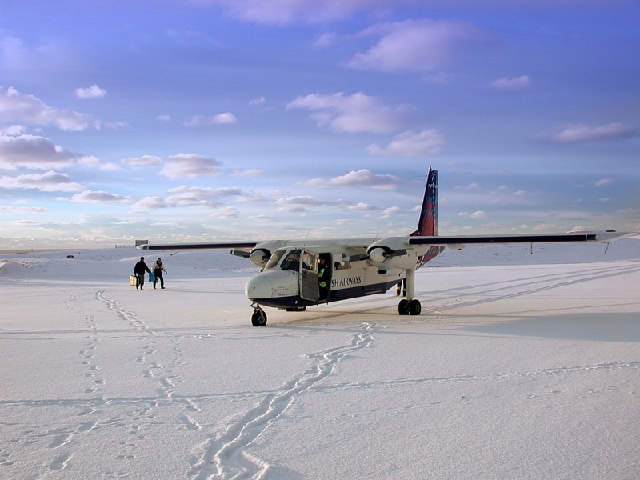
Il Britten-Norman BN-2 Islander è il velivolo di minori dimensioni della flotta

- Il 12 giugno 1986 un DHC-6 Twin Otter con 16 persone a bordo impattò su un'altura dell'isola di Islay in condizioni di maltempo. I piloti avevano erroneamente scambiato il paese costiero di Laphroaig con la città di Port Ellen, vicino all'aeroporto Glenegedale di Islay. Nell'incidente morì un pilota.
- Nel 1996, un Britten-Norman BN-2 Islander andò distrutto nelle Isole Shetland. L'incidente avvenne durante un volo notturno di ritorno, dopo un'evacuazione medica. Il velivolo si schiantò poco prima della pista mentre il pilota tentava un secondo avvicinamento, dopo un precedente go-around dovuto ai forti venti ed alle intense raffiche trasversali. In ogni caso, il certificato medico del pilota era scaduto diciannove giorni prima e, pertanto, non avrebbe potuto volare. Il pilota rimase ucciso nello schianto mentre un medico rimase gravemente ferito ed un infermiere seduto sul retro del velivolo rimase ferito in modo più lieve.
- Il 27 febbraio 2001, il volo 670 diretto a Belfast ed operato per conto di Royal Mail con uno Short 360 immatricolato G-BNMT, si schiantò contro il Firth of Forth poco dopo il decollo da Edimburgo alle 17:30 GMT. Entrambi i membri dell'equipaggio rimasero uccisi. L'inchiesta effettuata in seguito all'incidente dalla Air Accidents Investigation Branch (AAIB) attribuì la causa ad un accumulo di ghiaccio-neve nei motori del velivolo. Le coperture di protezione dei motori, infatti, non erano state applicate alle relative prese d'aria mentre l'aereo era rimasto parcheggiato per alcune ore sotto la forte nevicata di Edimburgo.
- Il 15 marzo 2005, un altro Britten-Norman BN-2 Islander si schiantò in mare durante l'avvicinamento verso l'aeroporto di Campbeltown nella Scozia occidentale. Il velivolo stava effettuando un volo ambulanza. Entrambi gli occupanti, il pilota ed un paramedico, morirono nello schianto. A seguito di questo incidente, l'Agenzia europea per la sicurezza aerea (EASA) accettò la Raccomandazione di Sicurezza UNKG 2006-101 prodotta a seguito della relazione finale dall'agenzia investigativa del Regno Unito sugli incidenti aerei e che venne anche adottata dalla Commissione europea nel regolamento, rendendo le cinture per le spalle dei passeggeri obbligatorie su tutti gli aeromobili di peso inferiore a 5.700 kg e con meno di 9 posti, impiegati per il trasporto aereo commerciale.